# Решетников, Пётр Михайлович
Пётр Михайлович Решетников (11 (24) июня 1915 год, Бахсытский наслег, Якутская область — 8 сентября 1960, Якутск) — якутский советский театральный актёр и режиссёр, народный артист РСФСР (1957).

## Биография
Пётр Михайлович Решетников родился 11 (24) июня 1915 года в Бахсытском наслеге (сейчас Чурапчинский улус (район), Якутия) в семье крестьянина-бедняка.
В 1927 году окончил Бахсытскую начальную школу. В 1929 году учился на курсах связистов в Якутске, но по состоянию здоровья вынужден был оставить учебу.
В 1932—1934 годах учился в студии при Якутском драматическом театре. После окончания студии вошёл в труппу Якутского национального театра (позже Якутский музыкально-драматический театр им. Ойунского, сейчас Саха академический театр имени П. А. Ойунского). За годы работы в театре сыграл 130 ролей в 103 пьесах, в основном был комедийным актёром. Был известен как создатель образа Ленина в спектаклях по пьесам «Человек с ружьем» Н. Погодина, «Незабываемый 1919-й» В. Вишневского и «Сайсары» С. Омоллона. Как режиссёр-постановщик поставил около 20 пьес.
В 1937—1938 годах учился в школе при Московском театре Революции (сейчас Московский академический театр имени Владимира Маяковского).
Выступал чтецом в концертах и на радио, был конферансье и исполнителем песен на театральных концертах.
Избирался депутатом Якутского городского Совета народных депутатов. Был председателем Якутского отделения Всесоюзного театрального общества.
Умер 8 сентября 1960 года.

### Семья
- Жена — Ирина Михайловна Максимова (1919—1991), балерина, заслуженная артистка Якутской АССР.
- Дочь — Аиза Петровна Решетникова (1945—2024), заслуженный работник культуры Российской Федерации, народная артистка Республики Саха (Якутия).

## Награды и премии
- Заслуженный артист Якутской АССР (1941).
- Заслуженный артист РСФСР (1952).
- Народный артист Якутской АССР (1955).
- Народный артист РСФСР (1957).
- Медаль «За трудовое отличие» (1947).
- Орден Трудового Красного Знамени (1958).

## Работы в театре

### Актёр
- 1947 — «Человек с ружьем» Н. Погодина — Ленин
- 1952 — «Незабываемый 1919-й» В. Вишневского — Ленин
- 1959 — «Сайсары» С. Омоллона — Ленин
- «Макар Дубрава» А. Корнейчука — Макар Дубрава
- «Ревизор» Н. Гоголя — Бобчинский и Хлестаков
- «На дне» М. Горького — Алёшка и Лука
- «Проделки Скапена» Ж. Мольера — Скапен
- «Коварство и любовь» Ф. Шиллера — Гофмаршал фон Кальб
- «Бесприданница» А. Островского — Робинзон
- «Лес» А. Островского — Счастливцев
- «Правда хорошо, а счастье лучше» А. Островского — Барабашев
- «Таланты и поклонники» А. Островского — Нароков
- «Недоросль» Д. Фонвизина — Вральман
- «Егор Булычов и другие» М. Горького — Отец Павлин
- «Любовь Яровая» К. Тренёва — Швандя
- «Русские люди» К. Симонова — Глеб
- «Бронепоезд 14-69» В. Иванова — Васька-Окорок
- «Свадьба с приданым» Н. Дьяконова — Курочкин
- «Как закалялась сталь» Н. Островского — Жаркий
- «Ньюргун Боо-тур» С. Омоллона (реж. Д. Сивцев) — Сорук-Боллур
- «Кузнец Кюкюр» С. Омоллона (Д. Сивцев) — Аким
- «Айаал» С. Омоллона (Д. Сивцев) — Айыы Сээн
- «Братья» С. Ефремова — Семёнов
- «Лоокуут и Нюргусун» Т. Сметанина — Мелчес
- «Молодежь Марыкчана» Э. Эристина — Василий Манасов
- «Хитрый Будамшу» Ц. Шагжина — Порнин

## Режиссёр
- 1955 — «Семья Тарабукиных» И. Никифорова и Н. Заболоцкого
- «Проделки Скапена» Мольера
- «Мать своих детей» А. Афиногенова
- 1952 — «Финист — ясный сокол» Шестакова
- 1953 — «Семья Аллана» Г. Мухтарова (совм. с Местниковым)
- «Первые искры» А. Мальковой
- «Хитрый Будамшу» Ц. Шагжина
- 1957 — «Якутская праздничная» оратория Григоряна

## Фильмография
- 1955 — Следы на снегу — Иннокентий Назарыч Быкадыров, старик-охотник